# Almindelig sumpcypres
Almindelig Sumpcypres (Taxodium distichum) er et løvfældende træ med en opret og regelmæssig, kegleformet vækst. Også selve stammen er tydeligt kegleformet. Træet kan vokse i åbent vand langs floder og søer, men det skal spire på land. Det kræver 100 dages vækstsæson og høje dagtemperaturer.

## Beskrivelse
Grenene er først let opstigende, men senere helt vandrette. Barken er først glat og grøn, senere brun, og til sidst lysebrun og let furet. Knopperne sidder spredt, og de er små og brune. Bladene er lysegrønne nåle, der sidder på ca. 10 cm lange kortskud. Høstfarven er rødbrun. Nålene fældes sammen med hele kortskuddet (ligesom hos Vandgran).
Han- og hunblomster sidder som regel på forskellige træer. Hanblomsterne i bundter af rakler ved skudspidserne. Hver blomst er bleggul. Hunblomsterne bliver til kogler, som er næsten kuglerunde. De sidder på en kort stilk og begynder med at være grønne. Ved modenhed er de violette. Frøene modner ikke her i landet.
Hovedroden består af flere pælerødder. De øvrige, store rødder er fladt udbredt. Under meget våde forhold dannes der efter nogle år kegleformede "ånderødder". De stikker op af jorden hist og her i nærheden af stammen og ligner knæ.
Højde x bredde og årlig tilvækst: 25 x 10 m (15 x 10 cm/år).

## Hjemsted
Sumpcypressen hører hjemme i sumpområder i det sydøstlige USA, hvor den danner skov på fugtig eller ligefrem oversvømmet bund sammen med f.eks. Sump-Eg, Hickory, forskellige popler og pilearter.
Før sidste istid voksede der også sumpcypresser i Europa.
- Luftrødder
- Vækstform
- Vækstform, vinter